# Jaume Elias
Pour les articles homonymes, voir Elias.
Jaume Elías Casas, né le 6 novembre 1919 à Barcelone et mort dans la même ville le 18 septembre 1977, est un footballeur espagnol des années 1930 et 1940.

## Biographie
Formé au CE Europa, il passe ensuite par le FC Martinenc (dont le régime franquiste modifie le nom en "UD San Martín"). En 1940, il est recruté par l'Espanyol de Barcelone, club avec lequel il gagne la Coupe d'Espagne, même s'il ne joue pas souvent.
Lors de la saison suivante, il forme une grande ligne défensive aux côtés de Ricard Teruel et des gardiens Albert Martorell et Josep Trias. L'Espanyol parvient de nouveau en finale de la Coupe d'Espagne mais il est défait par le Valence CF.
L'Espanyol a une excellente équipe ce qui rend difficile la titularisation de Jaume Elias. C'est pourquoi il part tenter sa chance au FC Barcelone en 1943. Avec le Barça, il joue un total de 123 matchs de championnat en six saisons. En comptant toutes les compétitions, il joue 172 matchs et marque 12 buts. Il remporte trois championnats d'Espagne et une nouvelle Coupe d'Espagne. Il forme la ligne défensive aux côtés de Josep Puig, dit  Curta. 
Il met un terme à sa carrière de joueur en 1949, à l'âge de 30 ans.

## Palmarès
Avec l'Espanyol :
- Vainqueur de la Coupe d'Espagne en 1940

Avec le FC Barcelone :
- Champion d'Espagne en 1945, 1948 et 1949
- Vainqueur de la Coupe d'Espagne en 1942
- Vainqueur de la Coupe Latine en 1949
- Vainqueur de la Copa de Oro Argentina en 1945
- Vainqueur de la Coupe Eva Duarte en 1948